# Danfeng
Danfeng är ett härad som lyder under Shangluos stad på prefekturnivå i Shaanxi-provinsen i norra Kina.